# Dodie Clark
Dorothy Miranda "Dodie" Clark (født 11. april 1995) er en engelsk singer-songwriter, forfatter og YouTuber fra Epping, Essex. Clark, som er kendt for sine lette melodier kombineret med følelsesmæssigt komplekse tekster, startede ud med klaver- og ukulele-covers men er senere gået over til sine egne originale sange. Hendes hovedkanal har over 160 videoer, over 1,9M abonnenter og over 400 millioner visninger (pr. april 2022). Den 9. december 2016 udgav hun den første video på sin Vevo- kanal, dodieVEVO, hvor hun har over 11,8 millioner visninger og over 1 million abonnenter. Hun har samarbejdet med en række andre musikere, herunder Tessa Violet, Julia Nunes, Lauren Aquilina, Orla Gartland, Thomas Sanders, Jacob Collier, Emma Blackery, Pomplamoose, og Flashback. I 2018 samarbejdede Clark med sangeren Tom Walker om "Human", førende single fra hendes tredje EP med samme navn.
Clark har udgivet tre EP'er- Intertwined (2016), You (2017), og human (2019) - alle nåede top 40 i den officielle UK Albums Chart.

## Liv og karriere
Dodie blev født i Enfield, London, England. Hendes fødenavn er Dorothy Miranda Clark. Hendes mor hedder Astrid Clark, og hun har en yngre søster, der hedder Heather, men bliver kaldt “Hedy”, som har deltaget i nogle af Clarks YouTube-videoer og senere selv har startet sin egen kanal. Derudover har hun en en storebror, der hedder Ian.
Dodie gik i folkeskole på Leventhorpe School. Efter endt skolegang flyttede hun til Bath i England sammen med Jamie Jo, der er YouTuber og maler.
Dodies første youtube kanal, kaldet "Dodders5", nu kendt som "Alice and Dodie show!" (dansk: Alice og Dodie showet), blev oprettet den 1. august 2007 og var delt med hendes ven Alice Webb.
Dodies hovedkanal "doddleoddle" blev oprettet den 7. februar 2011. Den første video på hovedkanalen var en original sang kaldet "Rain", der blev uploadet den 14. april samme år. Ud over sin hovedkanal har Dodie en VEVO-kanal, "dodieVEVO", og en sidekanal, "doddlevloggle".
Den 18. november 2016 udgav Dodie sin første EP, Intertwined.
Dodies anden EP, You, blev udgivet den 11. august 2017. I den første uge efter udgivelsen debuterede EP som nummer 6 på den officielle UK Album Chart - 29 steder højere end toppen af Intertwined og markerede derved en nyt personligt rekord for Dodie. Den debuterede også som nummer 55 på US Billboard 200.
I juni 2017 meddelte Dodie, at hun var i færd med at skrive en bog. Den 2. november 2017 udgav Dodie sin selvbiografi med titlen Secrets for the Mad: Obsessions, Confessions and Life Lessons (Dansk: Hemmeligheder for de Sindssyge: Besættelser, Bekendelser og Livets Lektioner).
Den 18. september 2018 annoncerede Dodie sin tredje EP med titlen Human, der udkom den 18. januar 2019. Singlen "Human" blev udgivet den 21. september. EP'en endte på nummer 5 på den officielle UK Album Chart.
Den 19. oktober 2020 meddelte Dodie, at hun ville udgive sit debutalbum Build a Problem den 5. marts 2021. Den første single fra pladen, "Cool Girl", havde havde premiere på BBC Radio og udgivet på flere streamingplatforme.

## Personligt liv
Dodie er biseksuel og sprang ud i 2016.
Hun bor i London sammen med youtuberen Hazel Hayes.

## Priser og nomineringer
| År   | Pris                      | Kategori                               | Nomineret                                                       | Resultat  |
| ---- | ------------------------- | -------------------------------------- | --------------------------------------------------------------- | --------- |
| 2017 | Shorty Awards             | YouTube-musiker                        | Dodie                                                           | Vundet    |
| 2017 | Summer in the City Awards | Årets gennembrud                       | Dodie                                                           | Vundet    |
| 2017 | Summer in the City Awards | Årets sang                             | "6/10"                                                          | Nomineret |
| 2017 | Streamy Awards            | Årets gennembrud                       | Dodie                                                           | Nomineret |
| 2018 | Summer in the City Awards | Årets bog                              | "Secrets For the Mad: Obsessions, Confessions and Life Lessons" | Nomineret |
| 2019 | Independent Music Awards  | Bedste sang - Folk / Singer-Songwriter | "If I'm being Honest"                                           | Nomineret |

## Diskografi

### Album
- Build a problem (2021)

### EP
- Intertwined (2016)
- You (2017)
- Human (2019)